# 90479 Donalek
90479 Donalek este un asteroid din centura principală de asteroizi.

## Descriere
90479 Donalek este un asteroid din centura principală de asteroizi. A fost descoperit pe 15 februarie 2004 în cadrul proiectului CSS. Asteroidul prezintă o orbită caracterizată de o semiaxă mare de 2,59 ua, o excentricitate de 0,10 și o înclinație de 13,7° în raport cu ecliptica.